# Бозсу (посёлок)
Бозсу (узб. Bo‘zsuv/Бўзсув) — посёлок городского типа в Янгиюльском районе Ташкентской области, Узбекистан. Посёлок расположен в 23 км от железнодорожной станции Янгиюль (на линии Ташкент — Сырдарьинская).
Статус посёлка городского типа с 1974 года.

## Население
| 1979 | 1989 |
| ---- | ---- |
| 2578 | 3673 |

По оценке 1999 года население составляет 4700 человек.